# Art Duncan
Art Duncan (ur. 4 lipca 1894 w Sault Ste. Marie w Kanadzie, zm. 13 kwietnia 1975) - były zawodowy kanadyjski hokeista i trener. 

## Kariera sportowa
Grał w: Vancouver Millionaires, Vancouver Maroons, Calgary Tigers a także w Detroit Cougars i Toronto Maple Leafs, gdzie jednocześnie był trenerem. W Detroit Cougars był również menadżerem generalnym.